# Microcythere cuneata
Microcythere cuneata is een mosselkreeftjessoort uit de familie van de Microcytheridae. De wetenschappelijke naam van de soort is voor het eerst geldig gepubliceerd in 1974 door Schornikov.